# فیلیپو تورتو
فیلیپو تورتو (انگلیسی: Filippo Tortu؛ زادهٔ ۱۵ ژوئن ۱۹۹۸) دونده اهل ایتالیا است.
وی در مسابقات کشوری و بین‌المللی در مجموع برندهٔ ۱ مدال طلا، ۲ مدال نقره شده‌است.